# Banque de Lituanie

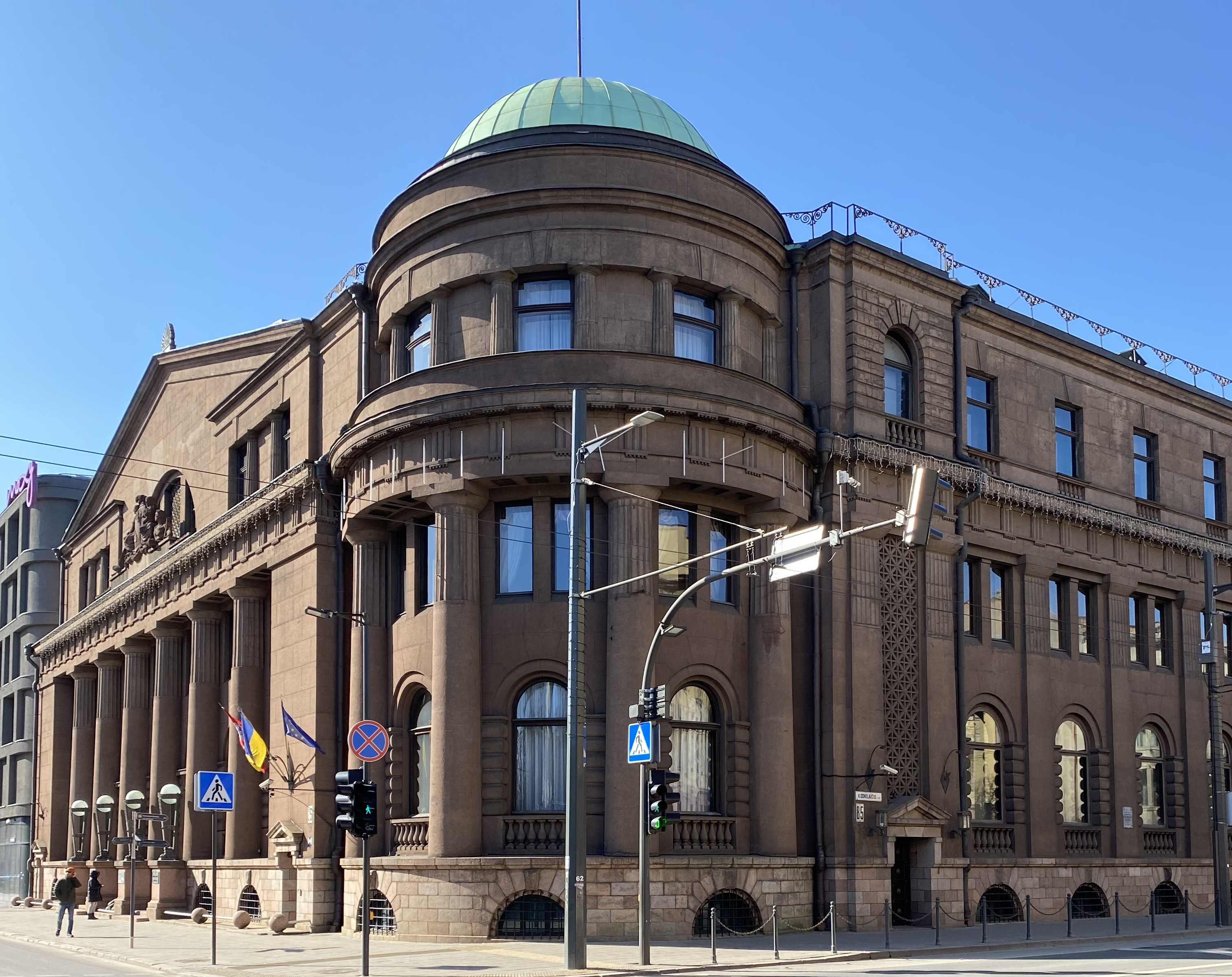
Bâtiment du siège de la Banque de Lituanie de l'entre-deux-guerres à Kaunas, ancienne capitale temporaire de la Lituanie

La Banque de Lituanie (en lituanien : Lietuvos bankas) est la banque centrale de la république de Lituanie. Son principal objectif est de maintenir la stabilité des prix. Dans ce but, la banque de Lituanie est indépendante du gouvernement de la république de Lituanie ou de tout autre institution parastatale.
Depuis 2015, elle est également l'autorité nationale compétente de la Lituanie au sein de la Mécanisme de surveillance unique.

## Histoire
La Banque de Lituanie a été créée à Kaunas le 27 septembre 1922. La première mission de la banque fut de remplacer l'ostmark et l'ostrubel allemands, en circulation après la Première Guerre mondiale, par la nouvelle monnaie lituanienne, le litas. Le mandat de la banque dépassait sa simple autorité monétaire: il comportait également un rôle de développement, avec la possibilité d'allouer des crédits à court terme à l'industrie et à l'agriculture.
Le 3 octobre 1940, la Banque de Lituanie fut transformée en Bureau républicain lituanien de la Banque d'État de l'URSS, mais jusqu'au 25 novembre 1940, date de l'introduction du rouble, elle remplit les fonctions de banque d'émission. Jusqu'au 25 mars 1941, une circulation parallèle de litas et de roubles eut lieu. Tous les billets de litas lituaniens retirés de la circulation et ceux des fonds de réserve reçurent l'ordre d'être détruits. Près de 9 millions de litas de billets de différentes valeurs furent brûlés.

### Restauration de l'État lituanien en 1990
Le 2 octobre 1990, le Conseil suprême de la République de Lituanie a adopté une résolution décidant de transférer à l'État les quatre banques alors en activité en Lituanie, ainsi que tous leurs services subordonnés, avant le 31 décembre 1990. Cependant, le processus de reprise s'est poursuivi jusqu'à l'été 1991. Parallèlement, la Caisse républicaine de recouvrement de la dette lituanienne a fusionné.
Après avoir repris les banques, la Banque de Lituanie a également pris en charge l'endettement des entités économiques lituaniennes envers ces banques et la fonction de prêt à l'économie. Cette dernière fonction n'a été abandonnée que le 1er septembre 1992, lorsqu'elle a été transférée à la Banque commerciale d'État de Lituanie.
En 1990-1992, alors que la Lituanie faisait encore partie de la zone rouble, la Banque de Lituanie ne pouvait pas mener de politique monétaire active; ses principaux efforts ont donc été consacrés à la préparation de l'introduction de sa propre monnaie. Le 1er octobre 1992, la monnaie temporaire, les talons, fut introduite et la Banque de Lituanie put exercer de manière indépendante les fonctions de banque centrale.
Le 25 juin 1993, le litas fut introduit, l'inflation à trois chiffres fut maîtrisée et le taux de change du litas stabilisé. Afin d'assurer une relative stabilité des prix à long terme, la loi du 1er avril 1994 sur la fiabilité du litas fixa le taux de change du litas au dollar américain et stipula que les litas émis par la Banque de Lituanie devaient être couverts à au moins 100 % par des réserves d'or et de devises convertibles.
Après la crise bancaire de 1995-1996, la Banque de Lituanie assuma la fonction de supervision bancaire,.

## Fonctions
La banque de Lituanie est responsable, entre autres,
- de la politique monétaire
- de l'émission des billets de banque
- de l'émission des pièces de monnaie qu'elle sous-traite à la Lietuvos monetų kalykla (Monnaie Lituanienne)

## Dirigeants
| Rang | Nom                    | Mandat      |
| ---- | ---------------------- | ----------- |
| 1er  | Vladas Jurgutis        | (1922–1929) |
| 2e   | Vladas Stašinskas      | (1930–1939) |
| 3e   | Juozas Tūbelis         | (1939)      |
| 4e   | Juozas Paknys          | (1939–1940) |
|      |                        |             |
|      |                        |             |
| 5e   | Bronius Povilaitis     | (1990)      |
| 6e   | Vilius Baldišis        | (1990–1993) |
| 7e   | Romualdas Visokavičius | (1993)      |
| 8e   | Kazys Ratkevičius      | (1993–1996) |
| 9e   | Reinoldijus Šarkinas   | (1996–2011) |
| 10e  | Vitas Vasiliauskas     | (2011–2021) |
| 11e  | Gediminas Šimkus       | Depuis 2021 |